# Судебный исполнитель
Суде́бный исполни́тель — лицо, осуществляющее принудительное исполнение решений судов по гражданским делам, мировых соглашений, приговоров, определений и постановлений судов по уголовным делам в части имущественных взысканий.
Требования судебного исполнителя обязательны для выполнения.
Судебный исполнитель осуществляет принудительное исполнение исполнительных документов. Исполнительными документами являются судебные постановления и иные документы, которые можно принять к принудительному исполнению без возбуждения судебного дела: административные акты (в том числе налоговые недоимки, штрафы за парковку) и некоторые договоры (в том числе нотариально удостоверенные договоры, в которых стороны обязуются при невыполнении договора подчиниться немедленному принудительному исполнению).
Принуди́тельное исполне́ние — это взыскание имущественных требований (исполнитель налагает арест на имущество должника и продает это имущество), однако это может включать также, например, выселение из жилого помещения, отобрание и передачу ребёнка и пр. При нежелании добровольно исполнять исполнительный документ, должник (ответчик) обязан уплатить исполнителю также вознаграждение исполнителя и расходы, связанные с исполнением.
В настоящее время в одних странах исполнением судебных решений по гражданским делам занимаются государственные органы. В других же странах (Бельгия, Венгрия, Италия,  Эстония, Латвия, Литва, Люксембург, Нидерланды, Польша, Румыния, Словакия, Словения, Франция) судебные исполнители являются частными лицами, работающими по лицензии, действуя от имени государства. Доступ к этой профессии регулируется законом и осуществляется, как правило, на конкурсной основе. Государство при этом регулирует компетенцию частного судебного пристава, процедуры деятельности, размер вознаграждения, взимаемого за его труд. Управление частными судебными приставами осуществляют региональные и национальные палаты в качестве органов самоуправления. Существуют и смешанные системы.
В Эстонии профессия судебного исполнителя (kohtutäitur) является с 2001 года подобно нотариусам и присяжным переводчикам свободной профессией, то есть судебный исполнитель не является ни предпринимателем, ни государственным чиновником. У судебного исполнителя свободной профессии два преимущества: государство не должно расходовать на принудительное исполнение деньги налогоплательщиков (исполнители обеспечивают себя экономически из плат, истребуемых от должников) и исполнители являются более мотивированными (на это указывает и опыт Эстонии — деятельность исполнителей, являющихся лицами свободной профессии, существенно улучшила качество принудительного исполнения).
После основательной проверки (служба кандидата, экзамен, конкурс) назначенный судебным исполнителем открывает бюро, где действует от своего имени и под свою ответственность. Государство не платит исполнителю заработную плату и не несет ответственности за его деятельность. Для отвода рисков у исполнителя должно быть заключено страхование ответственности. От обычного частного предпринимателя лицо свободной профессии отличается прежде всего тем, что выполнять основные служебные действия и принимать решения следует лично, их нельзя делегировать наемным помощникам.
Регионом деятельности судебного исполнителя является регион деятельности уездного или городского суда. Министр юстиции может объединить регионы деятельности нескольких уездных или городских судов в один регион деятельности судебного исполнителя.
Служебные действия судебного исполнителя можно оспорить жалобой. Если гражданин не согласен с решением исполнителя об удовлетворении или неудовлетворении жалобы, он может обжаловать это решение дальше в суде. Надзор за деятельностью судебных исполнителей региона деятельности суда осуществляет председатель уездного или городского суда, а за деятельностью всех судебных исполнителей — министр юстиции.
В Республике Казахстан также исполнение исполнительных документов осуществляют государственные и частные судебные исполнители. Государственный судебный исполнитель является государственным служащим, назначаемым и освобождаемым с должности руководителем территориального органа юстиции. Частный судебный исполнитель действует на основании лицензии выдаваемой уполномоченным органом — Министерством юстиции РК, а также обязан быть членом Республиканской коллегии частных судебных исполнителей. Частные судебные исполнители получают вознаграждение за исполнение исполнительных документов в виде оплаты за их деятельность которые подлежат взысканию с должника по исполнительному производству. Частные и государственные судебные исполнители имеют равные права и обязанности, за изъятиями предусмотренных профильным законом.
В настоящее время в России аналогичная должность именуется «судебный пристав».